# Подільська єпархія Українського екзархату
Подільська єпархія Українського екзархату — утворена у 1921 році разом із Українським екзархатом спадкоємниця Подільської єпархії Російської православної церкви (1795—1918) та Подільської єпархії Української автономної православної церкви (1918—1921) із кафедральним центром у м. Кам’янець-Подільський. Її першим єпископом був Пимен (Пєгов), а другим — сповідник Амвросій (Полянський), після заслання якого в 1923 році єпархія була майже повністю знищена комуністичною владою, зокрема у Вінниці не лишилося жодного храму в управлінні єпархії. Остаточно припинила існування після утворення 7 вересня 1933 року Вінницької єпархії Українського екзархату, що стала територіальним наступником Подільської єпархії, але з кафедральним центром у м. Вінниця.

## Територія
У червні 1921 було утворено Український екзархат, і до нього без територіальних змін ввійшла Подільська єпархія Російської православної церкви, що охоплювала всю Подільську губернію (нині це територія Вінницької та Хмельницької областей, а також частин Одеської, Київської та Миколаївської областей). Пізніше в 1921 році межі Подільської губернії та єпархії дещо змінилися після передачі Балтського повіту до Одеської губернії. 
У 1923 році повіти ліквідовано радянською владою й замість них упроваджено райони та округи. Подільська губернія була розділена на Вінницьку, Гайсинську, Кам’янецьку, Могилівську, Проскурівську, Тульчинську та Шепетівську округи. У 1920-1925 центром Подільської губернії була Вінниця. До Молдавської АРСР, утвореної в межах Української РСР 12 жовтня 1924 року, передано частини колишніх Балтського та Ольгопольського повітів, що наприкінці 1920-х оформлені як Балтський, Каменський, Окнянський і Рибницький райони.
Наприкінці 1920-х схід колишньої Подільської губернії передано іншим регіонам України та, відповідно, іншим єпархіям. Містечка Севастьянівка, Івангород, Голосково — Київській області (нині вони в Черкаській області); містечка Юзефпіль (нині Осипівка) і Голованівськ — Кіровоградській області, що була утворена 1939; містечка Богопіль, Криве Озеро та Кінецьпіль — Миколаївській області.
У 1932 році замість Подільської губернії було створено Вінницьку область, куди також спершу увійшла територія нинішньої Хмельницької області. Після цього межі Подільської єпархії стали відповідати межам Вінницької області. 7 вересня 1933 року єпархіальний центр було переміщено у місто Вінниця з перейменуванням назви єпархії, що знаменувало кінець Подільської єпархії Українського екзархату й початок Вінницької єпархії Українського екзархату.

## Архієреї
- Пимен (Пєгов) (1921 — 23 травня 1923)
- спов. Амвросій (Полянський) (1922 — 1923; 1925)
- Феодосій (Ващинський) (5 серпня 1926 — 22 травня 1928), керуючий, єпископ Вінницький
- Варлаам (Козуля) (1 жовтня 1927 — ?), керуючий, єпископ Бершадський, Вінницький
- Димитрій (Галицький) (1927/1928 — 11 вересня 1932), керуючий, єпископ Проскурівський
- Володимир (Горьковський) (11 серпня 1932 — 3 квітня 1933)